# Троицкий собор (Белёв)
Свято-Троицкий собор — православный храм в городе Белёве Тульской области, кафедральный собор Белёвской епархии Русской православной церкви.

## История
Первые сведения о деревянной Троицкой церкви в Белёве датированы 1543 годом, когда этот посадский храм был наделён землею князем Василием Васильевичем Белёвским. В 1782 году, во время екатерининской городской реформы, предусматривавшей перенос кладбищ за город, церковь была перестроена на новом месте в камне. Освящена 10 мая 1785 года.
В 1860 году храм был существенно переделан, была расширена трапезная, и в ней устроен придел Усекновения главы Иоанна Предтечи. 1873 и 1881 годах расписаны стены храма.
С 1929 по 1947 годы храм был закрыт для отправления богослужений.
29 сентября 2002 года здесь состоялась канонизация новомучеников Белёвских: священномученика Игнатия, епископа Бёлевского, преподобномучениц Макарии и Анфисы.
После учреждения 27 декабря 2011 года Белёвской епархии объявлен кафедральным собором.
Около храма находится могила оптинских монахов, которые после разорения Оптиной пустыни большевиками перебрались в Белёв. Это место особенно почитаемо прихожанами.